# Kaleido Star
Kaleido Star (カレイドスター?, Kareido Sutā) è una serie anime diretta da Jun'ichi Satō e scritta da Reiko Yoshida, nata da una coproduzione tra la giapponese Gonzo Digimation Holding, la coreana G&G Entertainment e la statunitense ADV Films.
La seconda stagione è diretta da Yoshimasa Hiraike.
In Italia la serie è edita da Mediafilm e distribuita direttamente in DVD nel 2006 da 20th Century Fox Home Entertainment.

## Trama
Sora è una sedicenne giapponese, che decide di lasciare il Giappone per realizzare il suo sogno: diventare una Kaleido Star, una star del circo negli Stati Uniti. Qui incontra Layla, l'attuale Kaleido Star che non la accoglie con molta benevolenza. Riesce tuttavia a farsi degli amici in Anna e Mia. Ma dopo poco tempo anche Layla capisce che il talento di Sora è grande e fa di tutto per metterla alla prova.
Sora dopo varie prove inizia a distinguersi e ad avere dei ruoli importanti sul palco di Kaleido Star. Dopo molta fatica, allenamento e lacrime riesce a diventare una Kaleido Star e a superare Layla, diventando anche loro due carissime amiche.

## In Italia
La serie è stata pubblicata in Italia in DVD da Mediafilm, che l'ha rimontata in un'edizione da 5 DVD contenenti ciascuno un lungometraggio da 100 minuti.
La sigla italiana è cantata da Santo Verduci in onda all'interno della trasmissione Contactoons.

## Episodi
| Nº                      | Giapponese 「Kanji」 - Rōmaji                                              | In onda           | In onda |
| Nº                      | Giapponese 「Kanji」 - Rōmaji                                              | Giapponese        |         |
| Stagione 1 (26 episodi) |                                                                            |                   |         |
| 1                       | 「初めての! すごい! ステージ」 - Hajimete no! Sugoi! Sutēji                | 3 aprile 2003     |         |
| 2                       | 「孤独な すごい チャレンジ」 - Kodoku na Sugoi Charenji                    | 17 aprile 2003    |         |
| 3                       | 「遠い すごい ステージ」 - Tōi Sugoi Sutēji                                | 24 aprile 2003    |         |
| 4                       | 「がんばれば すごい チャンス」 - Ganbareba Sugoi Chansu                    | 1º maggio 2003    |         |
| 5                       | 「いつも すごい 遠い家族」 - Itsumo Sugoi Tooi Kazoku                      | 5 maggio 2003     |         |
| 6                       | 「小さくて すごい オットセイ」 - Chiisakute Sugoi Ottosei                  | 8 maggio 2003     |         |
| 7                       | 「笑わない すごい 少女」 - Warawanai Sugoi Shōjo                           | 15 maggio 2003    |         |
| 8                       | 「つらくても すごい スター」 - Tsurakutemo Sugoi Sutā                      | 22 maggio 2003    |         |
| 9                       | 「主役への すごい 挑戦」 - Shuyaku e no Sugoi Chōsen                       | 29 maggio 2003    |         |
| 10                      | 「主役への すごい 壁」 - Shuyaku e no Sugoi Kabe                           | 5 giugno 2003     |         |
| 11                      | 「アンナの すごくない お父さん」 - Anna no Sugokunai Otōsan                | 12 giugno 2003    |         |
| 12                      | 「熱い すごい 新作」 - Atsui Sugoi Shinsaku                                | 19 giugno 2003    |         |
| 13                      | 「嵐を呼ぶ すごい 競演」 - Arashi o Yobu Sugoi Kyōen                       | 26 giugno 2003    |         |
| 14                      | 「怪しい すごい サーカス」 - Ayashii Sugoi Sākasu                          | 3 luglio 2003     |         |
| 15                      | 「歌姫の すごい 愛」 - Utahime no Sugoi Ai                                 | 10 luglio 2003    |         |
| 16                      | 「黒い すごい 噂」 - Kuroi Sugoi Uwasa                                     | 17 luglio 2003    |         |
| 17                      | 「燃えろ! すごい ミア」 - Moero! Sugoi Mia                                 | 24 luglio 2003    |         |
| 18                      | 「ユーリの すごい 罠」 - Yūri no Sugoi Wana                                | 31 luglio 2003    |         |
| 19                      | 「家族の すごい 絆」 - Kazoku no Sugoi Kizuna                              | 7 agosto 2003     |         |
| 20                      | 「ゼロからの すごい スタート」 - Zero kara no Sugoi Sutāto                 | 14 agosto 2003    |         |
| 21                      | 「謎の すごい 仮面スター」 - Nazo no Sugoi Kamen Sutā                      | 21 agosto 2003    |         |
| 22                      | 「仮面の下の すごい 覚悟」 - Kamen no Shita no Sugoi Kakugo                | 28 agosto 2003    |         |
| 23                      | 「幻の すごい 大技」 - Maboroshi no Sugoi Oowaza                           | 4 settembre 2003  |         |
| 24                      | 「まだ続く すごい 特訓」 - Mada Tsuzuku Sugoi Tokkun                       | 11 settembre 2003 |         |
| 25                      | 「ふたりの すごい 絆」 - Futari no Sugoi Kizuna                            | 18 settembre 2003 |         |
| 26                      | 「傷だらけの すごい 復活」 - Kizudarake no Sugoi Fukkatsu                  | 25 settembre 2003 |         |
| Stagione 2 (25 episodi) |                                                                            |                   |         |
| 27                      | 「スターへの すごい プロローグ(前編)」 - Sutā e no Sugoi Purorōgu (Zenpen) | 4 ottobre 2003    |         |
| 28                      | 「スターへの すごい プロローグ(後編)」 - Sutā e no Sugoi Purorōgu (Kōhen)  | 11 ottobre 2003   |         |
| 29                      | 「新しい すごい ライバル」 - Atarashii Sugoi Raibaru                       | 18 ottobre 2003   |         |
| 30                      | 「もう一人の すごい 新人」 - Mō Hitori no Sugoi Shinjin                    | 25 ottobre 2003   |         |
| 31                      | 「情熱の すごい ライバル」 - Jōnetsu no Sugoi Raibaru                      | 1º novembre 2003  |         |
| 32                      | 「氷の上の すごい 対決」 - Kōri no Ue no Sugoi Taiketsu                    | 8 novembre 2003   |         |
| 33                      | 「汗と涙の すごい ロゼッタ」 - Ase to Namida no Sugoi Rozetta              | 15 novembre 2003  |         |
| 34                      | 「やっぱり すごい レイラさん」 - Yappari Sugoi Reira san                   | 22 novembre 2003  |         |
| 35                      | 「マリオンの すごい デビュー」 - Marion no Sugoi Debyū                     | 29 novembre 2003  |         |
| 36                      | 「レオンとの すごい 特訓」 - Reon to no Sugoi Tokkun                       | 6 dicembre 2003   |         |
| 37                      | 「二人の すごい 悪魔」 - Futari no Sugoi Akuma                             | 13 dicembre 2003  |         |
| 38                      | 「天使の すごい 反撃」 - Tenshi no Sugoi Hangeki                           | 20 dicembre 2003  |         |
| 39                      | 「惨酷な すごい 祭典」 - Zankoku na Sugoi Saiten                           | 27 dicembre 2003  |         |
| 40                      | 「絶望の すごい 帰国」 - Zetsubō no Sugoi Kikoku                           | 10 gennaio 2004   |         |
| 41                      | 「再出発の すごい 決意」 - Saishuppatsu no Sugoi Ketsui                    | 17 gennaio 2004   |         |
| 42                      | 「屈辱の すごい 共演」 - Kutsujoku no Sugoi Kyōen                          | 24 gennaio 2004   |         |
| 43                      | 「ポリスの すごい プロポーズ」 - Porisu no Sugoi Puropōzu                  | 31 gennaio 2004   |         |
| 44                      | 「笑顔の すごい 発進!」 - Egao no Sugoi Hasshin!                           | 7 febbraio 2004   |         |
| 45                      | 「レオンの すごい 過去」 - Reon no Sugoi Kako                              | 14 febbraio 2004  |         |
| 46                      | 「宿命の すごい 決斗」 - Shukumei no Sugoi Kettō                           | 21 febbraio 2004  |         |
| 47                      | 「舞い降りた すごい 天使」 - Maiorita Sugoi Tenshi                         | 28 febbraio 2004  |         |
| 48                      | 「傷ついた すごい 白鳥」 - Kizutsuita Sugoi Hakuchō                        | 6 marzo 2004      |         |
| 49                      | 「ひとりひとりの すごい 未来(あした)」 - Hitorihitori no Sugoi Ashita      | 13 marzo 2004     |         |
| 50                      | 「避けられない ものすごい 一騎討ち」 - Sakerarenai Monosugoi Ikkiuchi      | 20 marzo 2004     |         |
| 51                      | 「約束の すごい 場所へ」 - Yakusoku no Sugoi Basho e                       | 27 marzo 2004     |         |

## Doppiaggio
| Personaggio          | Doppiatore originale | Doppiatore italiano |
| -------------------- | -------------------- | ------------------- |
| May Wong             | Mai Nakahara         | Federica Valenti    |
| Sara (Sora) Naegino  | Ryo Hirohashi        | Jolanda Granato     |
| Layla Hamilton       | Sayaka Ōhara         | Cinzia Massironi    |
| Leon Oswald          | Takahiro Sakurai     | Alessandro D'Errico |
| Sally (Salah) Dupont | Aya Hisakawa         | Renata Bertolas     |
| Anna Heart           | Akeno Watanabe       | Stefania De Peppe   |
| Mia Guillem          | Chinami Nishimura    | Emanuela Pacotto    |
| Rosetta Passel       | Kaori Mizuhashi      | Sabrina Bonfitto    |
| Yuri Killian         | Susumu Chiba         | Patrizio Prata      |
| Ken Robbins          | Hiro Shimono         | Renato Novara       |
| Kalos Eido           | Keiji Fujiwara       | Stefano Albertini   |
| Marion               | Fumiko Orikasa       | Deborah Morese      |
| Fool                 | Takehito Koyasu      | Marcello Cortese    |
| Julia, madre di Anna | Yuko Kato            | Monica Pariante     |